# Teupin Raya (Batee)
Teupin Raya is een bestuurslaag in het regentschap Pidie van de provincie Atjeh, Indonesië. Teupin Raya telt 581 inwoners (volkstelling 2010).